# George Stubbs
George Stubbs (nacido en Liverpool el 25 de agosto de 1724-fallecido en Londres el 10 de julio de 1806), conocido sobre todo por sus pinturas de caballos.
Stubbs era hijo de un curtidor. La información que se conserva sobre su vida hasta los treinta y tres está muy dispersa, y se encuentra sobre todo en unas notas manuscritas por un artista amigo, Ozias Humphry, al final de la vida de Stubbs. Stubbs fue durante algún tiempo aprendiz de un pintor y grabador de Lancashire llamado Hamlet Winstanley, pero pronto le abandonó disgustado por el método, que consistía en copiar otras obras. Entonces empezó un aprendizaje autodidacta. En la década de 1740 trabajó como retratista en el norte de Inglaterra y, desde 1745 a 1751 estudió anatomía humana en el Hospital del Condado de York. Mostraba pasión por la anatomía desde su niñez, y uno de sus trabajos más antiguos que se conserva es un conjunto de ilustraciones para un libro de texto sobre ginecología que se publicó en 1751.
En 1755 visitó Italia. Cuatro años más tarde le diría a Ozias Humphry que su motivo fue “convencerse de que la naturaleza fue y siempre es superior al arte griego o romano, y habiendo renovado esta convicción inmediatamente decidió volver a casa”. Más tarde alquiló una granja en Lincolnshire y pasó 18 meses diseccionando caballos. Se trasladó a Londres alrededor de 1759 y en 1766 publicó “La anatomía del caballo”. Sus dibujos originales se encuentran actualmente en la colección de la Royal Academy.
Antes incluso de que se publicase el libro, los dibujos de Stubbs fueron vistos por mecenas de la aristocracia, que reconocieron que su trabajo era más preciso que los de anteriores pintores equinos como James Seymour y John Wootton. En 1759 el tercer Duque de Richmond le encargó tres grandes pinturas, lo que aseguró su carrera. Para 1763 había producido trabajos para muchos más duques y otros señores, lo que le permitió comprar una casa en Marylebone, una zona elegante de Londres, donde vivió el resto de su vida.

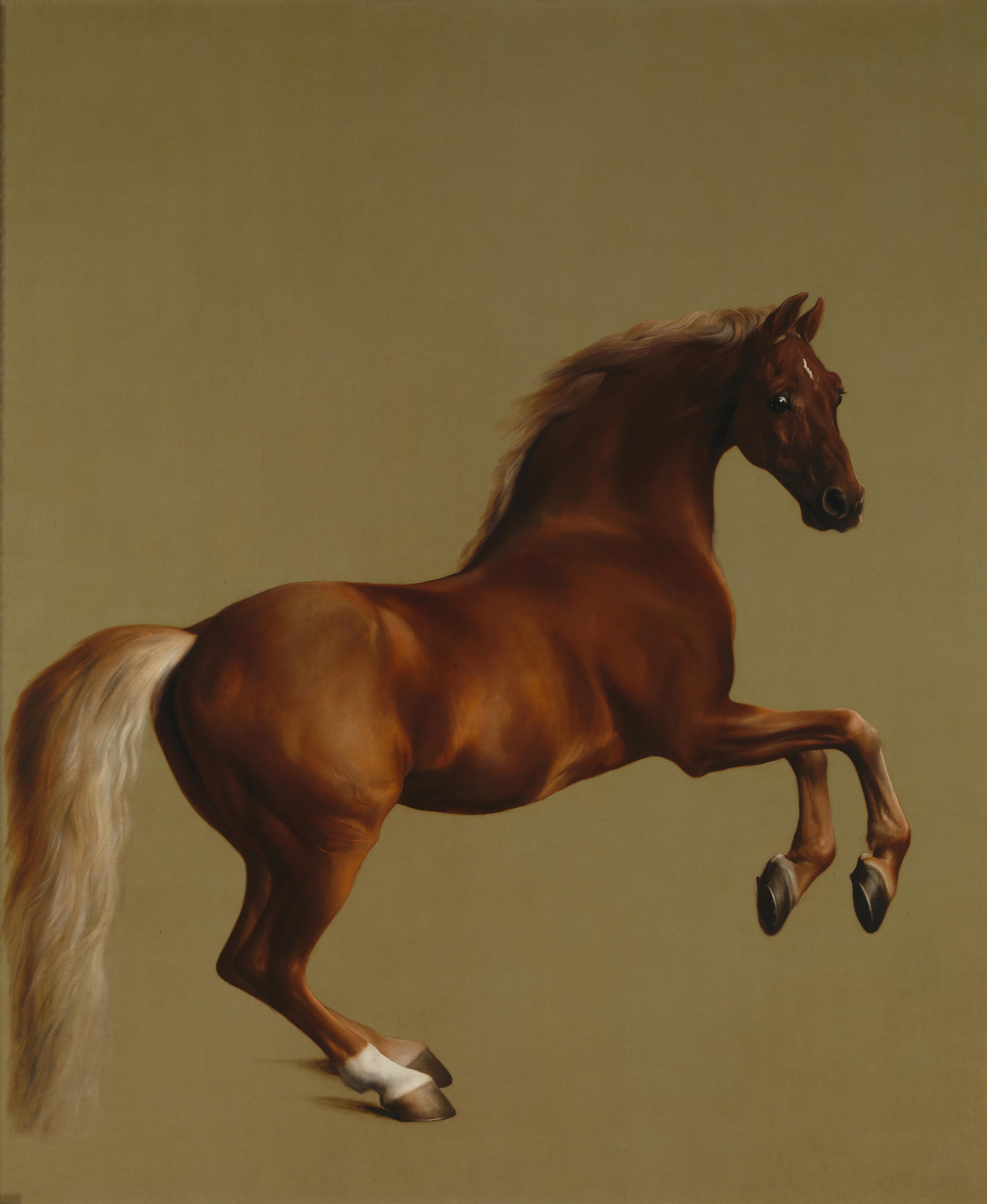
Whistlejacket. National Gallery, Londres.

Su trabajo más famoso es probablemente Whistlejacket, una pintura de un caballo encabritado que le encargó el Marqués de Rockingam, que ahora se encuentra en la National Gallery de Londres. Ésta, junto con otras dos pinturas, encargadas por Rockingam rompieron con la convención de tener fondos anodinos. Durante la década de 1760 produjo un amplio abanico de cuadros de caballos, representados en grupos o individualmente, acompañados en ocasiones por perros. A menudo pintó caballos acompañados de sus mozos de cuadra. Mientras tanto continuó aceptando encargos de retratos de personas, entre ellos algunos de retratos de grupos. Desde 1761 a 1776 expuso en la Society of Artists, pero en 1775 se afilió en cambio a la más prestigiosa Royal Academy.
Stubbs pintó también otros animales exóticos, como leones, tigres, jirafas, monos y rinocerontes, que pudo observar en reservas privadas. Empezó a interesarse en el tema de un caballo salvaje amenazado por un león, y pintó muchas variaciones de este tema. Estas y otras obras se hicieron muy conocidas en la época a causa de los grabados de su trabajo, que aparecieron en las décadas de 1770 y 1780. 

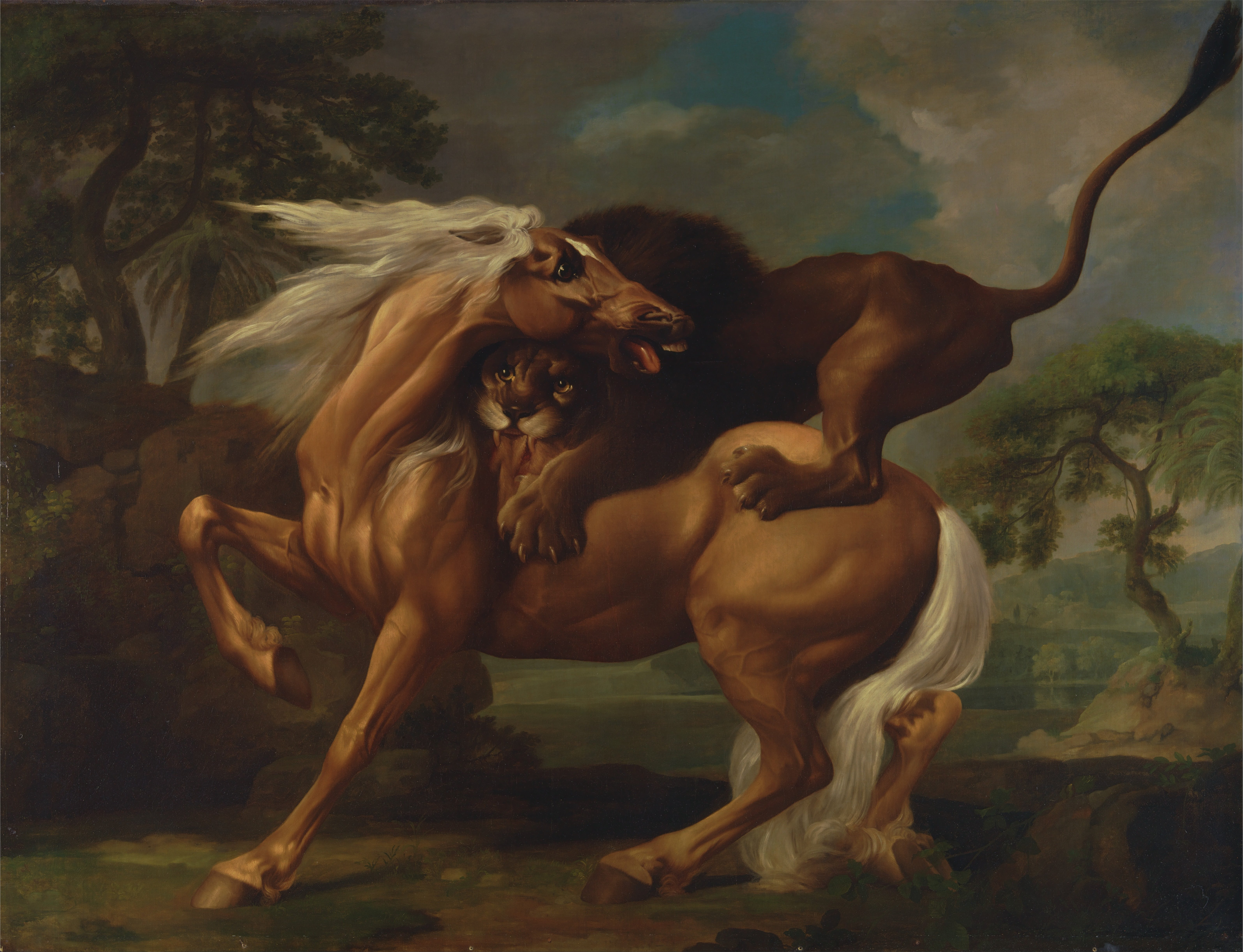
Caballo atacado por un león. 1762.

Stubbs también realizó pinturas históricas, mucho menos apreciadas. Desde finales de la década de 1760 produjo algunas obras en esmalte. En la década de 1770 Josiah Wedgwood desarrolló un nuevo tipo de panel esmaltado a petición de Stubb. También en la década de 1770 pintó retratos de perros aislados por primera vez, lo que le procuró también numerosos encargos de señores que querían retratar sus cacerías con perros. Siguió pintando activamente hasta una avanzada edad. En la década de 1780 pintó unas series pastorales llamadas Haymakers and reapers, y a finales de la década de 1790 disfrutó el mecenazgo de Jorge IV, que pintó a caballo en 1791. Su último proyecto, empezado en 1795, fue A comparative anatomical exposition of the structure of the human body with that of a tiger and a common fowl (una exposición anatómica comparativa de la estructura del cuerpo humano con la de un tigre y un ave de corral), grabados que aparecieron entre 1804 y 1806.
El hijo de Stubbs, George Townly Stubbs fue grabador e impresor.